# サン・フアン・デ・ウルア

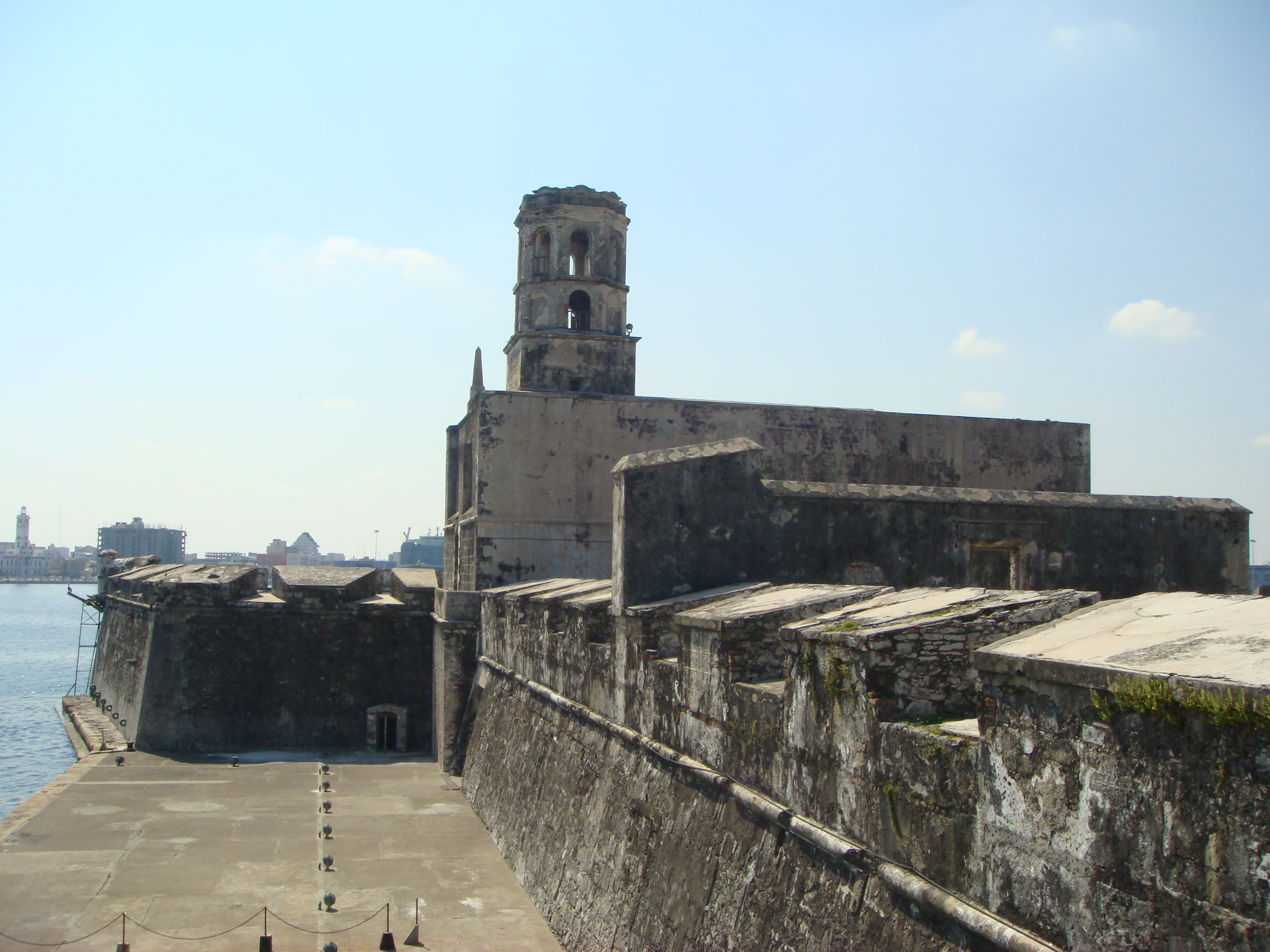
サン・フアン・デ・ウルア

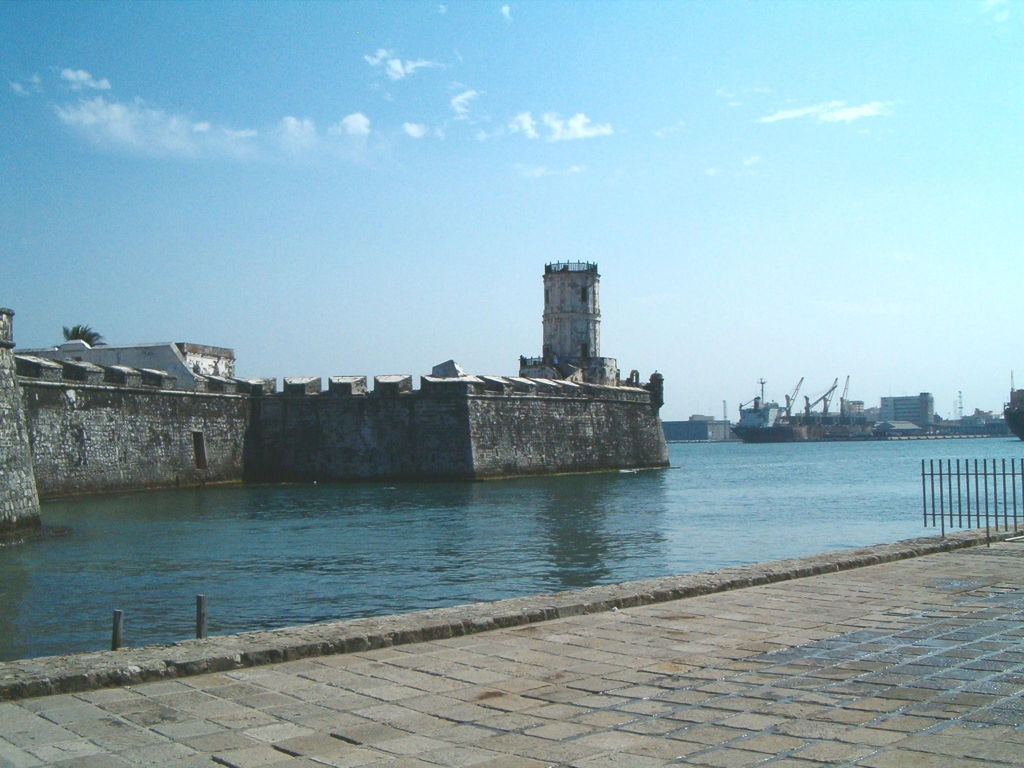
ベラクルス港から見たサン・フアン・デ・ウルア

サン・フアン・デ・ウルア (San Juan de Ulúa) は、メキシコのベラクルス港付近の島に建設された要塞である。この要塞はスペイン植民地時代（スペイン帝国）の1565年に建設が始まり、後に数度の拡張を経て現在見られるような堅固な要塞になった。
1568年、スペイン海軍はサン・フアン・デ・ウルアの戦いにてジョン・ホーキンス率いるイギリス私掠船団を打ち破った。船団に参加していたフランシス・ドレークは命からがらイギリスに逃げ延びた。
メキシコ独立革命後、サン・フアン・デ・ウルアはヌエバ・エスパーニャに残ったスペイン最後の領土となった。1825年、要塞に残っていたスペイン軍は革命軍のミゲル・バラガン将軍に降伏し、スペインによるメキシコの植民地支配は終わりを告げた。
19世紀には主に政治犯を収容するための刑務所として使われ、多くの著名なメキシコの政治家が投獄された。
現在、サン・フアン・デ・ウルアは博物館となっている。アメリカ映画『ロマンシング・ストーン 秘宝の谷』の撮影が行われた場所の一つでもある。